# Сердце Стоун
«Сердце Стоун» (англ. Heart of Stone) — художественный фильм режиссёра Тома Харпера по сценарию Грега Рукки и Элисон Шредер. Главные роли исполняют Галь Гадот, Джейми Дорнан и Алия Бхатт.
Премьера фильма состоялась на сервисе Netflix 11 августа 2023 года.

## Сюжет
В итальянских Альпах полевым агентам МИ-6 Паркеру, Янгу и Бэйли при поддержке техника Рэйчел Стоун поручено без шума и пыли задержать для дальнейшей транспортировки Малвейни, торговца оружием. Миссия идёт не так, как надо, когда Янг поймана при попытке захвата Малвейни, что спровоцировало перестрелку.  Паркеру удаётся доставить Малвейни к канатной дороге, но остальная часть команды обнаруживает, что подножие горы уже окружено членами его банды.
Рэйчел Стоун, которая на самом деле является агентом под прикрытием, при помощи своего куратора в спецслужбах, справляется с задачей спасения Паркера. Однако Малвейни принимает цианид и умирает, в результате чего миссия проваливается. Вернувшись в Лондон, Стоун получает выговор за то, что едва не раскрыла своё истинное лицо. Стоун — сотрудник в полугосударственной миротворческой организации под названием «Хартия», которая использует мощный искусственный интеллект для поимки и ликвидации особо опасных преступников.
Её следующей целью становится загадочный хакер, постоянно появляющийся на пути агентов. Вскоре Рэйчел идентифицирует её как Кейю Дхаван, сироту, имеющую связи с индийскими преступными синдикатами.

## В ролях
- Галь Гадот — Рэйчел Стоун, оперативник разведки[5]
- Джейми Дорнан — Паркер
- Алия Бхатт — Майя Сингх, оперативник индо-американской разведки[6]
- Софи Оконедо  — «Кочевник»
- Маттиас Швайгхофер —  «Валет червей»
- Марк Иванир — «Король пик»
- Цзин Луси — Янг
- Пол Риди — Бэйли
- Гленн Клоуз — «Бубновая королева»
- Энцо Чиленти  — Малвейни
- Б. Д. Вонг — «Король треф»
- Джон Кортахарена  — «Блондин»
- Арчи Мадекве — Иво

## Производство
О начале работы над проектом стало известно в декабре 2020 года. На главную роль была утверждена Галь Гадот. Фильм должен стать началом франшизы, аналогичной франшизе «Миссия невыполнима». В январе 2021 года Том Харпер был утверждён в качестве режиссёра будущего фильма. Сервис Netflix приобрёл права на распространение фильма. В феврале 2022 года Джейми Дорнан получил роль в фильме. В марте к актёрскому составу фильма присоединились Алия Бхатт, Софи Оконедо, Маттиас Швайгхефер, Цзин Луси и Пол Риди.
Съёмки начались в Лондоне в начале марта 2022 года, затем, в апреле, съемки проходили в Рейкьявике, после чего производство вновь переместилось в Лондон в мае. 9 июля 2022 года Бхатт подтвердила, что закончила съёмки в своих сценах. Также съёмки запланированы в Лиссабоне.

## Маркетинг
17 июня 2023 года на канале Netflix в Youtube вышел официальный трейлер фильма, состоящий из серии экшн-сцен, в которых  Рэйчел Стоун  (Гадот) прыгает с парашютом, спрыгивает с движущегося мотоцикла и выпрыгивает из самолёта. 9 августа 2023 года опубликован финальный трейлер, содержащий нарезку кадров из фильма.

## Релиз
Выход «Сердца Стоун», как и было запланировано, состоялся 11 августа 2023 года на Netflix.

## Восприятие
На сайте Rotten Tomatoes фильм имеет рейтинг 31 % основанный на 91 отзыве, со средней оценкой 4.9/10. Консенсус критиков гласит: «Галь Гадот остаётся интересной звездой боевиков, но она не может сравниться с тонко прописанными персонажами, общим сюжетом и заурядными декорациями „Сердца Стоун“». На Metacritic средневзвешенная оценка составляет 45 из 100 на основе 31 рецензии, что указывает на «смешанные или средние отзывы».